# Unionsrepublik

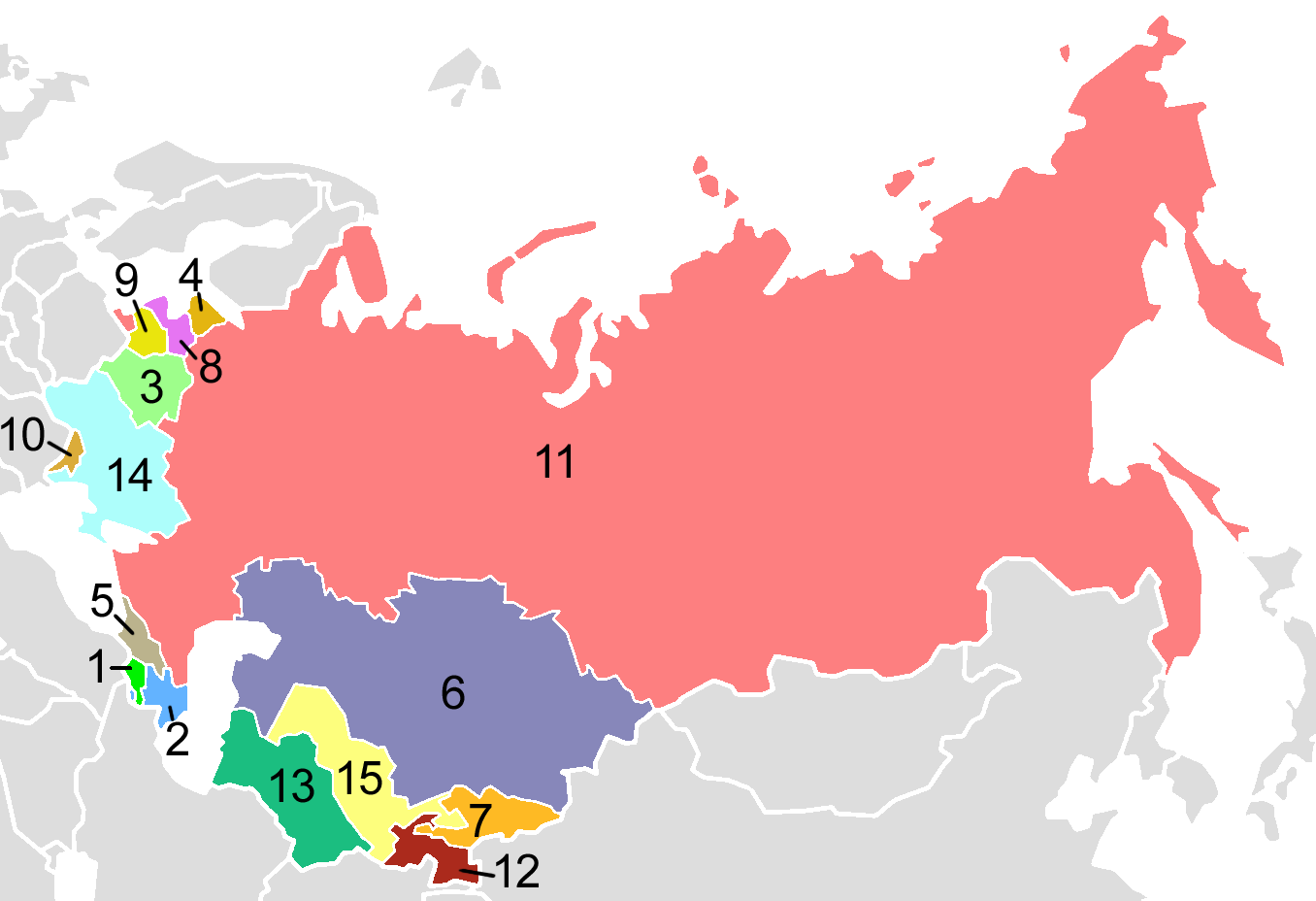
Die 15 sowjetischen Unionsrepubliken bis 1990/91

Als Unionsrepublik bezeichnet man eine Republik, die einer Union (Staatenbund oder Bundesstaat) angehört. Gebräuchlich war das Wort vor allem für die zuletzt fünfzehn Republiken der Sowjetunion, die Sowjetrepubliken.

## Unionsrepubliken der Sowjetunion

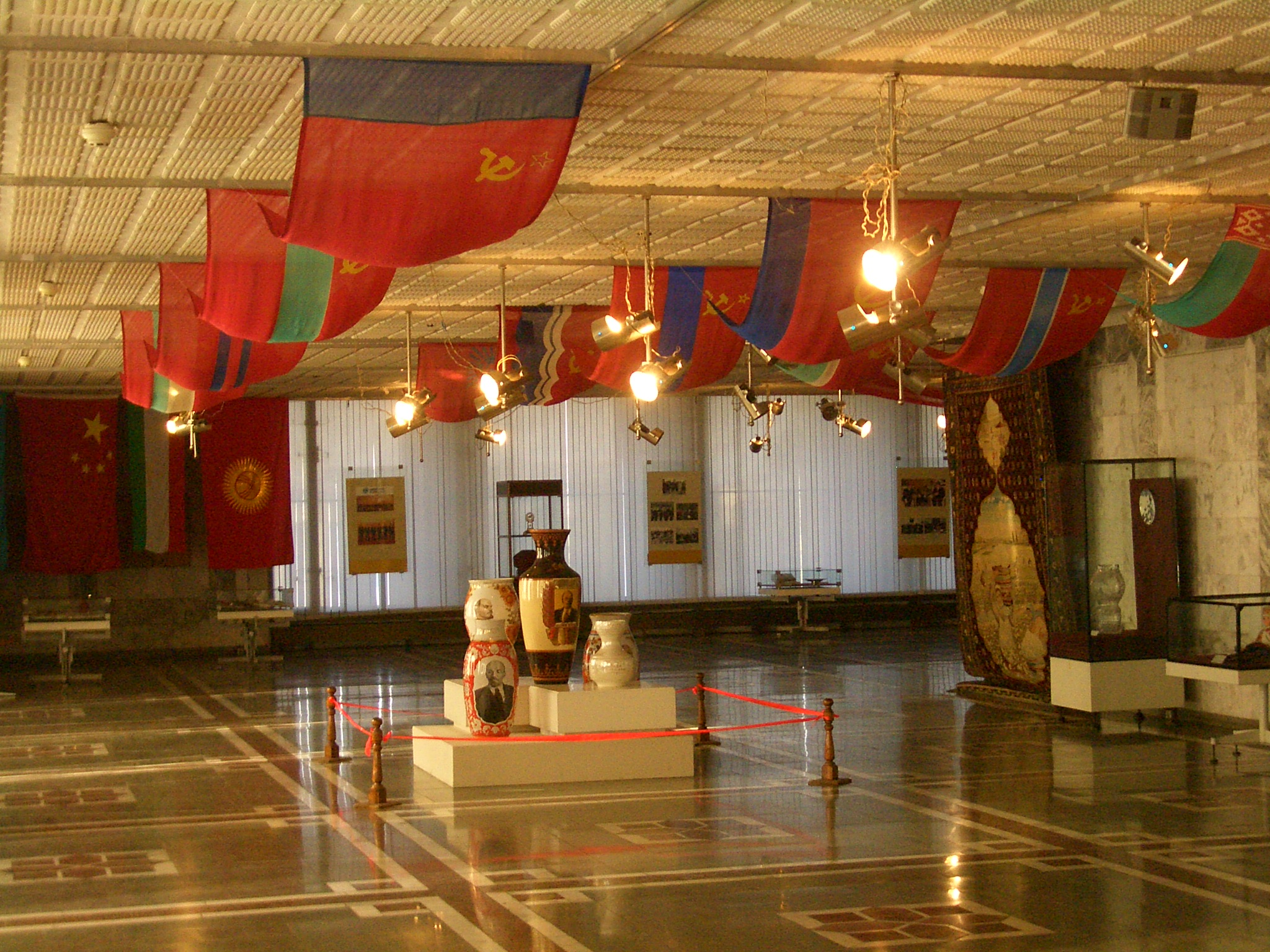
Lenin-Museum Bischkek mit den Flaggen der Unionsrepubliken

Die ursprünglich vier, zwischenzeitlich sechzehn und zuletzt fünfzehn Sowjetrepubliken (von russisch совет „Rat“) hatten – anders als die US-Bundesstaaten, was von den kommunistischen Machthabern gern betont wurde – de jure das Recht, die Union zu verlassen. In Kap. 8/Art. 72 der sowjetischen Verfassung von 1977 stand dazu:

„Jeder Unionsrepublik bleibt das Recht auf freien Austritt aus der UdSSR vorbehalten.“

Der Verfassungskontext machte jedoch klar, dass eine einseitige „freie“ Willenserklärung zum Austritt nicht möglich war. Dies war nur in Übereinstimmung mit der Union beziehungsweise den Unionsrepubliken möglich, letztlich jedoch abhängig von der Politik der Führung in Moskau. Im Zuge von Gorbatschows Reformen von „Perestroika“ und „Glasnost“ wurde das für einen Austritt vorgesehene Verfahren erst 1990 durch ein Unionsgesetz endgültig definiert, an welches sich jedoch keine der 1991 sich für unabhängig erklärenden Unionsrepubliken mehr hielt. Es kam zum Zerfall der Sowjetunion.
Jede Unionsrepublik hatte eine eigene Verfassung und eine eigene Hauptstadt. Moskau hatte einen besonderen überregionalen Hauptstadtstatus innerhalb der gesamten Sowjetunion und erst an zweiter Stelle gleichzeitig als Hauptstadt der Russischen Sozialistischen Föderativen Sowjetrepublik (RSFSR). Die zentralen Regierungseinrichtungen der Sowjetunion mit ihrem Sitz in Moskau hatten tatsächlich (de facto) alle wichtigen Befugnisse an sich gezogen; ihre politischen Entscheidungen mussten von den Sowjetrepubliken akzeptiert und ausgeführt werden.

### Unionsrepubliken ab 1956
| Karte | Flagge | Name der Unionsrepublik                             | heutige Flagge | heutiger Staat                                  | Amtssprache                                                        | Gründung |
| ----- | ------ | --------------------------------------------------- | -------------- | ----------------------------------------------- | ------------------------------------------------------------------ | -------- |
|       |        | Armenische SSR Հայկական ՍՍՀ                         |                | Republik Armenien Հայաստանի Հանրապետություն     | offiziell keine; de facto Armenisch und Russisch                   | 1922     |
|       |        | Aserbaidschanische SSR Азәрбајҹан ССР               |                | Republik Aserbaidschan Azərbaycan Respublikası2 | offiziell keine; de facto Aseri und Russisch                       | 1922     |
|       |        | Estnische SSR Eesti NSV                             |                | Republik Estland Eesti Vabariik                 | offiziell keine; de facto Estnisch und Russisch                    | 1940     |
|       |        | Georgische SSR საქართველოს სსრ                      |                | Georgien საქართველო                             | Georgisch und Russisch                                             | 1936     |
|       |        | Kasachische SSR Қазақ КСР                           |                | Republik Kasachstan Қазақстан Республикасы      | offiziell keine; de facto Kasachisch und Russisch                  | 1925     |
|       |        | Kirgisische SSR Кыргыз ССР                          |                | Kirgisische Republik Кыргыз Республикасы        | offiziell keine; de facto Kirgisisch und Russisch                  | 1926     |
|       |        | Lettische SSR Latvijas PSR                          |                | Republik Lettland Latvijas Republika            | offiziell keine; de facto Lettisch und Russisch                    | 1940     |
|       |        | Litauische SSR Lietuvos TSR                         |                | Republik Litauen Lietuvos Respublika            | offiziell keine; de facto Litauisch und Russisch                   | 1940     |
|       |        | Moldauische SSR РСС Молдовеняскэ RSS Moldovenească2 |                | Republik Moldau Republica Moldova               | offiziell keine; de facto Rumänisch und Russisch                   | 1940     |
|       |        | Russische SFSR Российская СФСР                      |                | Russische Föderation * Российская Федерация     | Russisch                                                           | 1922     |
|       |        | Tadschikische SSR РСС Тоҷикистон                    |                | Republik Tadschikistan Ҷумҳурии Тоҷикистон      | offiziell keine; de facto Tadschikisch und Russisch                | 1929     |
|       |        | Turkmenische SSR Түркменистан ССР                   |                | Republik Turkmenistan Türkmenistan Jumhuriyäti2 | offiziell keine; de facto Turkmenisch und Russisch                 | 1925     |
|       |        | Ukrainische SSR Українська РСР                      |                | Ukraine Україна                                 | offiziell keine; de facto Russisch bevorzugt gegenüber Ukrainisch1 | 1922     |
|       |        | Usbekische SSR Ўзбекистон ССР                       |                | Republik Usbekistan Oʻzbekiston Respublikasi2   | offiziell keine; de facto Usbekisch und Russisch                   | 1925     |
|       |        | Weißrussische SSR Беларуская ССР                    |                | Republik Belarus Рэспубліка Беларусь            | Belarussisch und Russisch                                          | 1922     |

*) Die Russische Föderation ist seit 1991 Träger der Rechte und Pflichten der ehemaligen RSFSR und Nachfolger der Sowjetunion.

1) Mit der Verfassung der Ukrainischen SSR vom 20. April 1978 wurde die ukrainische Sprache (de jure) zur Amtssprache der USSR. Das Russische bekam den Status einer Verkehrssprache.

2) Der heutige Staatsname ist nicht immer mit dem als Unionsrepublik identisch. Nach der staatlichen Unabhängigkeit wurde in einigen der früheren Unionsrepubliken das kyrillische Alphabet abgeschafft und durch das lateinische ersetzt. Im Moldauischen wurde diese Änderung der Schriftsprache bereits 1989 durchgeführt.

### Sonstige Unionsrepubliken bis 1956
In der Geschichte der Sowjetunion gab es zeitweise noch andere Unionsrepubliken:
| Karte | Flagge | Name der Unionsrepublik | Hauptstadt   | Dauer        | Amtssprache                                       |
| ----- | ------ | --- | ------------ | ------------ | ------------------------------------------------- |
|       |        | Karelo-Finnische SSR Карело-Финская ССР als Karelische ASSR in die RSFSR eingegliedert                                                        | Petrosawodsk | 1940–1956    | Finnisch, Russisch                                |
|       |        | Transkaukasische SFSR Закавказская СФСР in die Armenische SSR, Aserbaidschanische SSR und Georgische SSR aufgeteilt                           | Tiflis       | 1922–1936    | Armenisch, Aserbaidschanisch, Georgisch, Russisch |
|       |        | SSR Abchasien ССР Абхазия 1922 in die Transkaukasische SFSR, 1931/36 als ASSR in die Georgische SSR integriert                                | Suchumi      | 1921–1922/31 | Abchasisch, Russisch                              |
|       |        | Choresmische SSR Хорезмская ССР auf die neu entstehenden Gebilde der Usbekischen und Turkmenischen SSR und des Karakalpakischen AO aufgeteilt | Chiwa        | 1923–1925    | Tschagatai, Dari                                  |
|       |        | SSR Buchara Бухарская ССР auf die neu entstehenden Gebilde der Usbekischen und Turkmenischen SSR aufgeteilt                                   | Buchara      | 1924         | Tschagatai, Tadschikisch                          |

## Sonstige Sowjetrepubliken
Keine Unionsrepubliken im eigentlichen Sinne waren die folgenden von Bolschewiki gegründeten Republiken:
| Karte | Flagge | Name der Republik                                                                         | Hauptstadt                       | Dauer                                                                 | Amtssprache                                             |
| ----- | ------ | ----------------------------------------------------------------------------------------- | -------------------------------- | --------------------------------------------------------------------- | ------------------------------------------------------- |
|       |        | Don-Sowjetrepublik Донская советская республика                                           | Rostow am Don                    | 23. März 1918 – 4. Mai 1918 (de facto) / 30. September 1918 (de jure) | Russisch                                                |
|       |        | Litauisch-Weißrussische Sozialistische Sowjetrepublik                                     | Vilnius, Minsk, Dwinsk, Bobruisk | 27. Februar 1919 – 19. Juli 1919                                      | Litauisch, Belarusisch, Polnisch, Jiddisch und Russisch |
|       |        | Fernöstliche Republik Дальневосточная Республика ДВР                                      | Tschita                          | 6. April 1920 – 15. November 1922                                     | Russisch                                                |
|       |        | Tuwinische Volksrepublik 1944 wurde Tuwa als Autonomes Gebiet in die RSFSR eingegliedert. | Kysyl                            | 1926–1944                                                             | Tuwinisch                                               |